# Doi Inthanon
El Doi Inthanon (tailandès: ดอยอินทนนท์, pronunciat [dɔ̄ːj ʔīn.tʰā.nōn]), també conegut com el sostre de Tailàndia, és la muntanya més elevada de Tailàndia. Es troba al districte de Chom Thong, a la província de Chiang Mai. La muntanya presenta un pic molt prominent conegut en el passat com a Doi Luang -gran muntanya- o Ang Ka -basal o estany de corbs-, perquè a la base de la muntanya hi havia un estany on es reunien els corbs. La muntanya va ser anomenada com a Doi Inthanon en honor del rei Inthawichayanon, un dels últims reis de Chiang Mai, el qual es va preocupar dels boscos del nord i va intentar preservar-los. El rei va ordenar que a la seva mort fos enterrat al Doi Luang, que va ser reanomenat en honor seu. Actualment el cim de la muntanya és una destinació turística força popular tant per visitants nacionals com estrangers, amb un pic màxim de 12.000 visitants per any nou. Al cim s'hi troba un radar de l'exèrcit de l'aire tailandès i l'Observatori Nacional Tailandès (TNO), un observatori astronòmic.

## Geografia
El Doi Inthanon forma part de la serralada de l'Himàlaia; el cim es localitza al km 48 de la carretera 1008. Presenta una alçada de 2.565 metres sobre el nivell del mar, fet que el situa com el cim més elevat del país. L'any 1954, els boscos de la zona del Doi Inthanon van ser declarats part del Parc Nacional del Doi Inthanon, un dels 14 parcs nacionals de Tailàndia. El parc té una àrea de 482,4 km² i engloba terrenys des dels 800 fins als 2.565 metres del cim del Doi Inthalon. Degut a la gran diversitat climàtica i ecològica, el parc té una gran biodiversitat, incloent més de 360 espècies d'aus.

## Geologia
El Doi Inthanon es troba en el complex de Doi Inthanon, que es localitza al centre del cinturó de roques gnèissiques d'alt grau que s'estén 400 km al llarg de les muntanyes occidentals de Tailàndia. S'ha deduït que aquestes roques són el sòcol precambrià. El primer esdeveniment metamòrfic rellevant post-Indosinià a l'àrea del Doi Inthanon va tenir lloc ara fa entre 85 i 70 Ma. Aquest període representa l'època d'un esdeveniment hidrotermal rellevant, probablement associat a la intrusió de granits de tipus S cretàcics.

## Clima
El clima és típicament tropical i bastant fred prop del cim de la muntanya. A l'hivern, la temperatura mitjana és de 6 °C; al gener la temperatura pot, a vegades, baixar de 0 °C. El 21 de desembre de 2017 es va assolir el rècord de temperatura mínima amb -5 °C que va ser registrat a les 6:30 del matí. De març a juny, les temperatures són suaus, especialment a les altituds elevades. L'estació plujosa va des d'abril a novembre, quan és normal que plogui més de dues hores diàries.